# Pollanten
Pollanten ist ein Gemeindeteil der Stadt Berching im Landkreis Neumarkt in der Oberpfalz. 

## Lage
Das Pfarrdorf liegt an der Bundesstraße 299 und dem Ludwig-Donau-Main-Kanal. Hier trennt sich dieser vom heutigen Main-Donau-Kanal. Die drei ehemaligen Gemeindeteile liegen östlich auf einer Hochebene. 

## Geschichte
Die Gemeinde bestand neben dem Hauptort aus den Gemeindeteilen Wolfersthal, Eismannsberg und Grubach. 1933 hatte sie 308 Einwohner, 1939 waren es 448. 
Am 1. Juli 1972 wurde die Gemeinde nach Berching eingemeindet.